# Битва за Эниветок

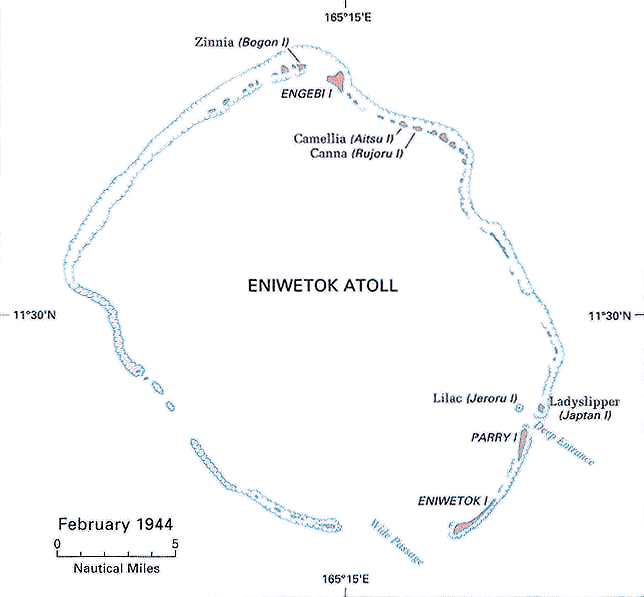
Карта атолла Эниветок

Битва за Эниветок (англ. Battle of Eniwetok) или Операция «Ловушка» (англ. Operation Catchpole) — сражение между войсками США и Японии на тихоокеанском театре военных действий Второй мировой войны, происходившее с 17 по 23 февраля 1944 года на атолле Эниветок на Маршалловых островах. Вторжение в Эниветок последовало за успехом американцев в битве при Кваджалейне. Захват Эниветока обеспечивал доступ к аэродрому и гавани для поддержки атак на Марианские острова, расположенные северо-западнее. Операция включала в себя вторжение на три основных острова атолла Эниветок.
Вторжению предшествовала операция «Хэйлстоун» —  авианосный удар по японской базе Трук на Каролинских островах, которым командовал Вице-адмирал Рэймонд Спрюэнс. В ходе этого рейда было уничтожено 39 боевых кораблей и более 200 самолетов.

## Предыстория
Эниветок представляет собой большой коралловый атолл, состоящий из 40 островов общей площадью менее 5,85 км², окружающих глубокую центральную лагуну, окружностью 80 километров. Средняя высота над уровнем моря составляет 3 метра.
После окончания Первой мировой войны атолл стал частью японского мандата в Тихом океане, но у Японии не было военного присутствия до ноября 1942 года, когда на острове Энгеби был построен аэродром, необходимый для дозаправки самолетов, летавших между Труком и островами на востоке; там не было авиационного персонала, оборона атолла имела символический характер. Когда острова Гилберта перешли к Соединенным Штатам, Императорская армия Японии поручила оборону атолла 1-й десантной бригаде, недавно сформированной из резервистов 3-го отдельного гарнизона в Маньчжоу-Го. 1-я десантная бригада под командованием генерал-майора Ёсими Нисиды прибыла на атолл 4 января 1944 г. В бригаде было 3940 человек; однако из-за потери корабля снабжения Айкоку Мару во время атаки на Трук на Эниветок прибыло всего 2586 человек. Они были дополнены авиационным персоналом, гражданскими служащими и рабочими. Большинство из них были размещены на острове Парри, где находился штаб генерала Нисиды.

## Битва за Энгеби
Энгеби, расположенный в северной части атолла, имеет треугольную форму, в восточной его части расположена пальмовая роща, а в северной расположен аэродром. Остров легко защищал гарнизон из 60 человек, вооружённый батареей из двух 12-см орудий и двух спаренных 13-мм пулеметов. На острове также проживало 500 мирных жителей. 4 января 1944 года на Эниветок прибыла 1-я десантная бригада, из которых 692 десантника и 54 служащих военно-морских флота были направлены в Энгеби под командованием полковника Тошио Яно. У них на вооружении имелось два огнемёта, тринадцать гранатометов, двенадцать ручных пулеметов, четыре крупнокалиберных пулемета, два 37-мм противотанковых орудия, одиннадцать 81-мм минометов, одна 20-мм автоматическая пушка, две 20-мм пушки, два 75-мм горных орудия и три лёгких танка, и были развернуты со стороны лагуны, где полковник Яно ожидал высадки американцев. На берегу лагуны был построен крупный опорный пункт, а по трем углам треугольного острова были обустроены опорные пункты меньшего размера.
16 февраля самолеты ВМС США атаковали Энгеби, выведя аэродром из строя, уничтожив одно из береговых орудий и до 14 самолетов. Основные силы флота прибыли на Эниветок рано утром 17 февраля.
Атака на Эниветок с моря началась 17 февраля, а в 13:18 американские войска, не встретившие сопротивления, высадились на островах Канна и Камелия, недалеко от Энгеби. На цепи островов к югу от Энгеби также были размещены войска, чтобы взять остров в кольцо.
В 06:55 18 февраля линкор USS Colorado и крейсер USS Louisville начали обстрел северной и восточной оконечности острова. На рассвете линкоры USS Tennessee и USS Pennsylvania открыли огонь по береговой обороне, а в 07:20 эсминец USS Phelps открыл огонь прямой наводкой. В 08:00 началась воздушная атака, а в 08:11 возобновился обстрел с моря. К этому также добавился артобстрел с островков, захваченных 17 февраля.
Десантирование было осуществлено двумя батальонами 22-го полка морской пехоты под командованием полковника Джона Т. Уокера, которые высадились в Энгеби 18 февраля в 08:43 (UTC+12) при поддержке средних танков и двух 105-мм САУ. На пляже сопротивление было очень небольшим, за исключением южной оконечности острова. Аэродром был быстро захвачен, и уже через час танки вышли на северный берег. 3-й батальон высадился в 09:55 и начал зачистку оставшихся очагов сопротивления. Остров был объявлен освобождённым в 14:50. Потери США включали 85 убитых и пропавших без вести, а также 166 раненых. Потери Японии составили 1276 человек убитыми, и 16 попавшими в плен.
18-19 февраля были зачищены более мелкие острова в восточной части атолла. В ходе этого процесса американцы обнаружили что Парри и Эниветок были защищены сильнее, чем ожидалось, поэтому первоначальный американский боевой план для 106-го пехотного полка по одновременному вторжению в Эниветок и Парри был изменен: сначала должен был быть захвачен Эниветок, а затем остров Парри.

## Битва за остров Парри

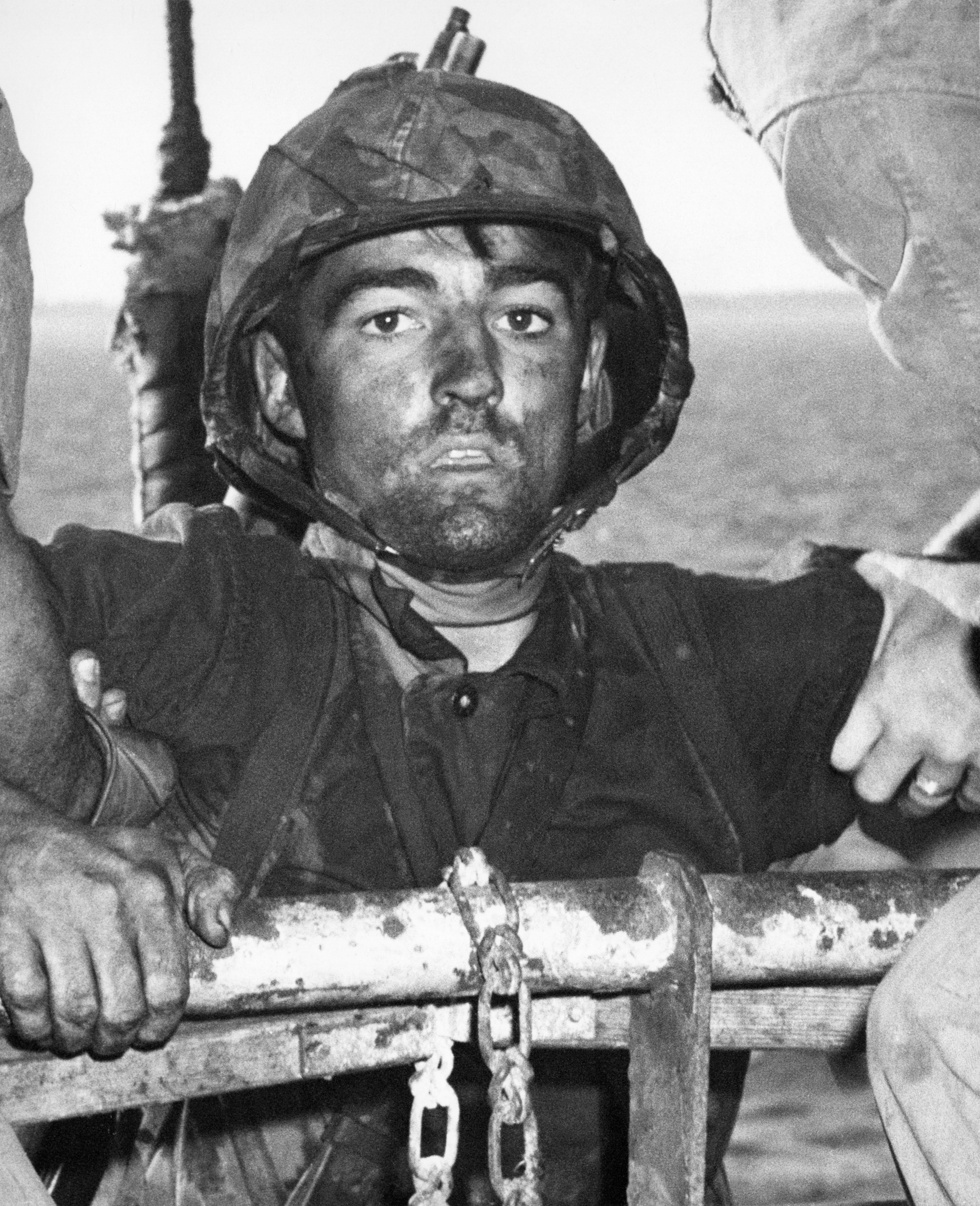
Морской пехотинец со «взглядом на две тысячи ярдов» после двух дней боёв.

Остров Парри был меньше, чем Эниветок, но был лучше защищен, на нём располагался штаб командира 1-й десантной бригады генерала Нисиды. Когда началось вторжение, у японцев было 1115 солдат и 250 гражданских рабочих, вооружённых 36 тяжелыми гранатометами, 36 ручными пулеметами, шестью крупнокалиберными пулеметами, десятью 81-мм минометами, тремя 20-мм автоматическими орудиями, двумя горными орудиями, одной 20-мм пушкой и три лёгких танка. Остров имеет каплевидную форму с большим концом на севере, обращенным к лагуне. Японская оборона состояла из восьми опорных пунктов вдоль берега, защищенных сетью окопов.
Следуя опыту Эниветока, американские бомбардировки острова Парри были более тщательными. 22 февраля линкоры USS Tennessee и USS Pennsylvania, тяжелые крейсеры USS Indianapolis и USS Louisville и эсминец USS Hailey доставили на остров более 900 тонн взрывчатки вместе со 104-м артиллерийским полком и 2-й отдельным артиллерийский дивизион, обеспечивающем дополнительную огневую поддержку. 1-й батальон наступал с запада, 2-й батальон — на востоке. Высадка произошла в 09:00, когда объединенные силы морской пехоты и танковых войск быстро продвигались мимо японских позиций после подавления пулеметного огня, после чего отряды подрывников и огнемётчиков начали зачистку территории.
В 10:00 оставшаяся японская артиллерия была подавлена обстрелом с моря, а к 11:55 1-й батальон достиг берега океана, а 2-й батальон занял северную оконечность острова к 13:00. Затем 1-й батальон, усиленный 3-м батальоном вдоль берега лагуны повернул к южной оконечности острова. В 19:30 командир полка по радио сообщил: «Я дарю вам остров Парри», хотя операции продолжались весь следующий день. 83  Подавляющее большинство японских солдат было убито, в том числе генерал Нисида, 105 выживших попали в плен.